# Malaysia International 2009
Die Malaysia International 2009 im Badminton fanden vom 17. bis zum 22. November 2009 in Ipoh statt.

## Die Sieger und Platzierten
| Disziplin    | Gold                        | Silber                        | Bronze                                   |
| ------------ | --------------------------- | ----------------------------- | ---------------------------------------- |
| Herreneinzel | Chong Wei Feng              | Chan Kwong Beng               | Suppanyu Avihingsanon                    |
| Herreneinzel | Chong Wei Feng              | Chan Kwong Beng               | Tan Chun Seang                           |
| Dameneinzel  | Sapsiree Taerattanachai     | Ratchanok Intanon             | Chan Tsz Ka                              |
| Dameneinzel  | Sapsiree Taerattanachai     | Ratchanok Intanon             | Nitchaon Jindapol                        |
| Herrendoppel | Lim Khim Wah Chan Peng Soon | Bodin Isara Maneepong Jongjit | Mak Hee Chun Tan Wee Kiong               |
| Herrendoppel | Lim Khim Wah Chan Peng Soon | Bodin Isara Maneepong Jongjit | Wu Chun-wei Liao Min-chun                |
| Damendoppel  | Rie Eto Yu Wakita           | Woon Khe Wei Chong Sook Chin  | Chiang Kai-hsin Hsieh Pei-chen           |
| Damendoppel  | Rie Eto Yu Wakita           | Woon Khe Wei Chong Sook Chin  | Marylen Ng Poau Leng Lim Yin Loo         |
| Mixed        | Tan Wee Kiong Woon Khe Wei  | Mak Hee Chun Ng Hui Lin       | Chan Peng Soon Goh Liu Ying              |
| Mixed        | Tan Wee Kiong Woon Khe Wei  | Mak Hee Chun Ng Hui Lin       | Mohd Lutfi Zaim Abdul Khalid Lim Yin Loo |